# 벨라베자 조약

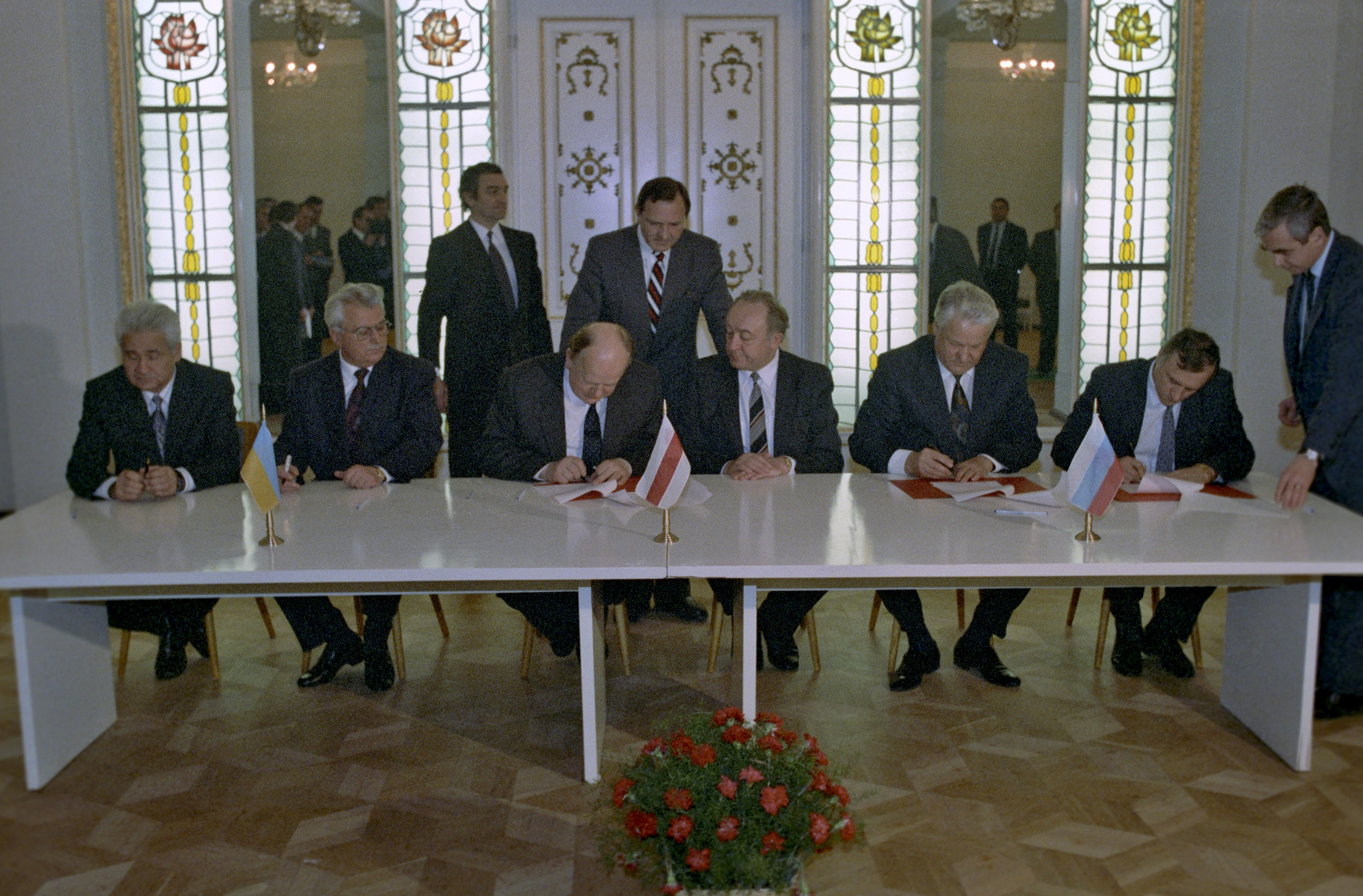
1991년 12월 8일에 열린 벨라베자 조약 서명식

벨라베자 조약(러시아어: Белове́жское соглаше́ние, 벨라루스어: Белавежскія пагадненні, 우크라이나어: Біловезька угода)은 1991년 12월 8일 러시아, 벨라루스, 우크라이나의 지도자가 소비에트 연방 해체 및 독립 국가 연합 창설에 협의한 조약을 말한다. 이 조약을 계기로 소련은 사실상 해체되었다.

## 배경
1991년 8월 19일 8월 쿠데타가 소련 공산당 서기장이었던 미하일 고르바초프가 권력을 잃었다. 하지만 쿠데타는 소련 국민들의 반발로 실패했고 쿠데타를 계기로 고르바초프는 실권을 잃은 반면 쿠데타 당시 쿠데타를 일으킨 공산당 보수 세력에 정면으로 반대했던 보리스 옐친 등의 민주파가 힘을 얻게 되었다. 민주파 세력은 더 이상 소련을 존속시키는 것이 이득이 되지 않는다고 판단했다.
소련의 민주파 세력은 12월 8일 벨라루스에 있는 비아워비에자 숲의 별장에 모여 소련 해체 및 독립 국가 연합의 창설에 서명했다. 고르바초프는 이 조치가 소련 정부의 비준을 거치지 않았다고 비판하였으나 러시아 등 여러 공화국에서 이를 비준하자 결국 승인하였다. 1991년 12월 25일 고르바초프는 서기장 자리에서 사임하였으며 1991년 12월 26일 소련은 공식적으로 해체되었다.